# Можжевельник Сарджента
Можжеве́льник Са́рджента (лат. Juníperus sargéntii) — вид растений рода Можжевельник семейства Кипарисовые. Внесён в Красную книгу России. В русскоязычной литературе вид нередко упоминается под названием Можжевельник Саржента.
В Красной книге РФ этот таксон считается видом, согласно же англоязычным источникам этот таксон имеет ранг разновидности вида Можжевельник китайский (Juniperus chinensis): Juniperus chinensis L. var. sargentii A.Henry (1912).
Таксон назван в честь Чарльза Спрэга Сарджента (англ. Charles Sprague Sargent, 1841—1927), американского ботаника, специалиста в области дендрологии.

## Распространение
На территории России встречается на Сахалине и Курильских островах; также встречается в Японии (Хоккайдо, Хонсю, Сикоку, Кюсю), Корее, Китае, на Тайване. 
В естественных условиях растёт на скалах, на каменистых склонах, щебенистых осыпях гор и морских побережьях, можно его найти и группами на песке у моря.
Засухоустойчив, малотребователен к почве, морозостоек, обладает почвозащитными свойствами.

## Ботаническое описание
Стелющийся кустарник, двудомный. Высота, как правило, до 0,8 м; диаметр кроны — 2—3 м.
Хвоя чешуйчатая, голубовато-зелёная, на молодых побегах светло-зелёная, сильно сближенная и плотно налегающая друг на друга.
Шишкоягоды мелкие, 5—7 мм в диаметре, тёмно-синие или чёрные, с 2—3 почти трёхгранными семенами, созревают через два года после опыления.

## Значение и применение
В Европе интродуцирован с 1892 г. В ботаническом саду Петра Великого вегетирует и плодоносит.
В посадках весьма декоративен. Древесина дерева устойчива против гниения. Зимой хвоя у этого вида не буреет.